# Jonathan Jörnfalk
Jonathan Jörnfalk, född 15 november 1990, är en svensk simhoppare, bosatt i Malmö som  tävlade för Malmö Kappsimningsklubb (MKK). Idag är han främst verksam som tränare. 

## Biografi
Jörnfalk blev 2009, som förstaårssenior, både svensk och nordisk mästare på 1 meterssvikten, samt nådde en sjunde- och tiondeplacering vid EM i Turin. I VM i Rom samma år kom Jörnfalk på 20:e plats, på 3-meterssvikten och nådde en trettondeplats i synchro.
I Nordiska Mästerskapen 2008 tog Jörnfalk guld i synchro tillsammans med Daniel Egana, från Stockholmsklubben SK Neptun.
Jörnfalk rönte som junior flera framgångar, med bland annat silver i junior-SM, guld i ungdoms-SM och i Nordiska Juniormästerskapen 2005, samt en artondeplacering i junior-VM i Aachen 2008 som främsta meriter.

## Meriter
- SM
  - 1 meter
    - 2009, Göteborg - 1:a
    - 2010, Stockholm - 1:a
    - 2011, Jönköping - 1:a
    - 2012, Stockholm - 1:a
    - 2014, Karlskoga - 1:a

  - 3 meter
    - 2010, Stockholm - 1:a
    - 2011, Lund - 1:a
    - 2011, Jönköping - 1:a
- NM
  - 3 meter
    - 2011, Köpenhamn - 1:a

  - 1 meter
    - 2009, Helsingfors - 1:a

  - Synchro
    - 2008, Hamar - 1:a
- EM
  - 3 meter
    - 2009, Turin - 10:e

  - Synchro
    - 2009, Turin - 7:a
- VM
  - 3 meter
    - 2009, Rom - 20:e

  - Synchro
    - 2009, Rom - 13:e